# رومولو گوئریری
رومولو گوئریری (ایتالیایی: Romolo Guerrieri؛ زادۀ ۵ دسامبر ۱۹۳۱) کارگردان فیلم و فیلم‌نامه‌نویس اهل ایتالیا است.
از فیلم‌هایی که وی در آن‌ها نقش داشته‌است، می‌توان به محافظ شخصی، یک کارآگاه، طلاق، کروسان با خامه، مربی در ساحل، چشم، چشم بد، جعفری و رازیانه و ده‌هزار دلار برای یک قتل‌عام اشاره نمود.